# Седемдесет и пети пехотен полк
Седемдесет и пети пехотен полк е български пехотен полк, формиран през 1942 година и взел участие във Втората световна война (1941 – 1945).

## История
Седемдесет и пети пехотен полк е формиран на 15 септември 1942 съгласно лично-поверително писмо № 4618 от щаба на 5-а пехотна дунавска дивизия във Велико Търново, съставен е от три дружини и влиза в състава на 25-а пехотна дивизия. Изпратен е на Прикриващия фронт в района на село Мелница и Елхово. Към него се числи и 75-о возимо артилерийско отделение. Активен е до 8 май 1943, когато е разформирана и самата дивизия.